# Bernard Janssens de Bisthoven
Bernard Gabriel Ferdinand Dominique Marie Ghislain Janssens de Bisthoven (Schaarbeek, 11 juli 1926) is een Belgisch emeritus magistraat.

## Levensloop

### Familie
Bernard Janssens de Bisthoven is een telg uit de familie Janssens de Bisthoven. Hij is een zoon van baron Roger Janssens de Bisthoven, advocaat-generaal bij het Hof van Cassatie, en Marie-Henriette Iweins d'Eeckhoutte. Zijn grootvaders zijn baron Leon Janssens de Bisthoven, magistraat en gouverneur van West-Vlaanderen, en Henri Iweins d'Eeckhoutte, volksvertegenwoordiger en senator.
Hij huwde Myriam Jooris (1928-2020), achterkleindochter van Emile Jooris. Ze kregen twee zoons en twee dochters, met afstammelingen tot heden.

### Carrière
Janssens de Bisthoven behaalde zijn doctoraat in de rechten en trad zoals zijn vader in de magistratuur.
Hij eindigde zijn carrière als advocaat-generaal bij het Hof van Cassatie. In 1996 ging hij met emeritaat. Hij was ook hoofd van het parket bij het Hof van Justitie voor de Benelux.